# Kia Hansen
Kia Hansen (ur. 15 marca 1995) – duńska pływaczka, specjalizująca się głównie w stylu dowolnym.
Brązowa medalistka mistrzostw Europy juniorów z Belgradu (2011) w sztafecie 4 × 100 metrów stylem zmiennym.